# Rochebrune (massif du Beaufortain)
Pour les articles homonymes, voir Rochebrune.
Rochebrune est un sommet de France situé en Haute-Savoie, dans le massif du Beaufortain. Avec 1 754 mètres d'altitude, il domine le val d'Arly au nord-ouest, notamment Praz-sur-Arly à l'ouest et Megève au nord, face à la chaîne des Aravis située en rive droite de l'Arly. Il constitue l'extrémité nord d'une crête descendant de l'aiguille Croche. Ses pentes sont couvertes de pistes de ski et de remontées mécaniques du domaine skiable Évasion Mont-Blanc. Au sommet de Rochebrune se trouvent l'arrivée du téléphérique de Rochebrune et de la télécabine de la Caboche, un restaurant d'altitude, un oratoire, une antenne-relais, une ferme d'alpage et une aire de décollage de vol libre.

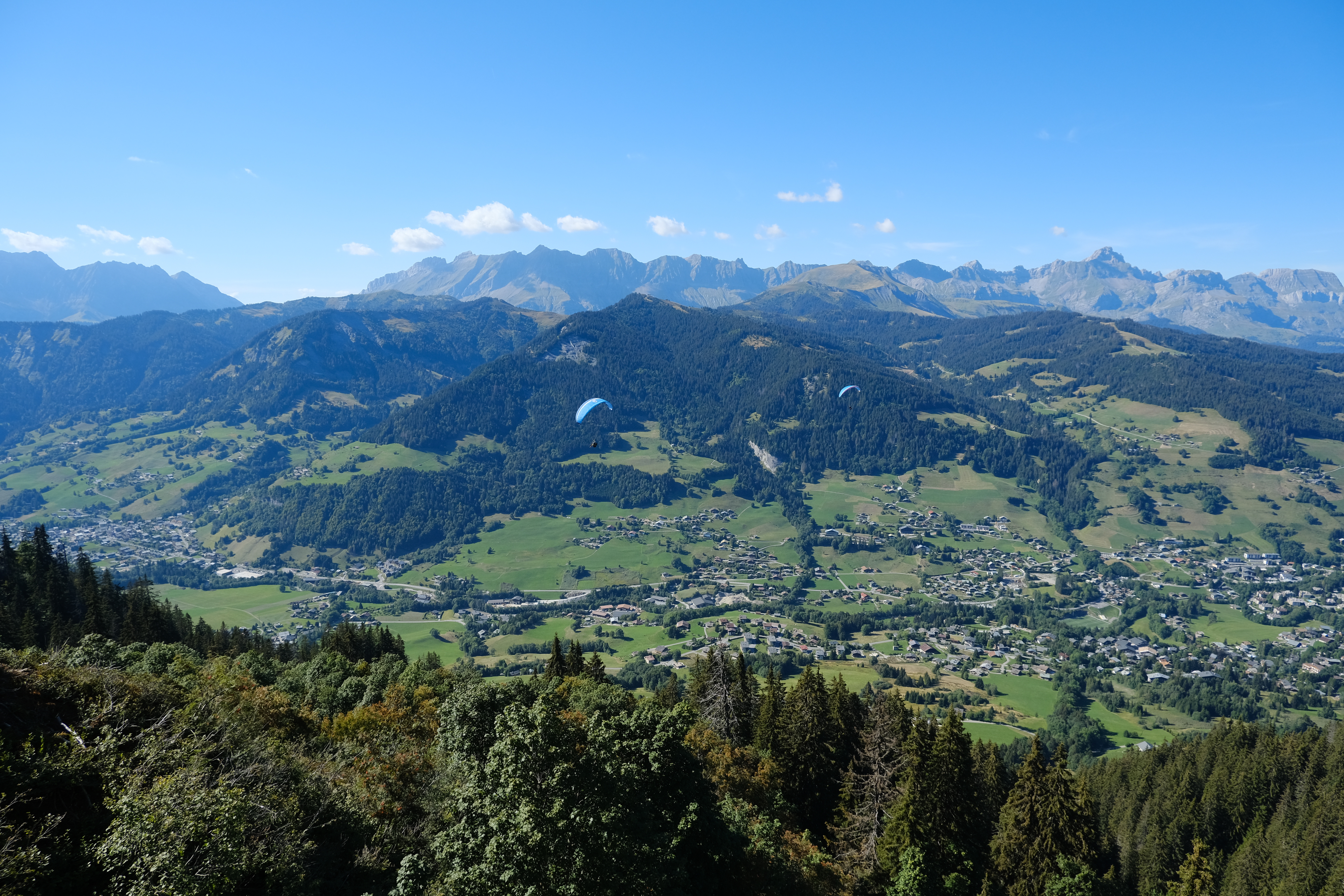
Vue de la chaîne des Aravis de l'autre côté du val d'Arly depuis Rochebrune.

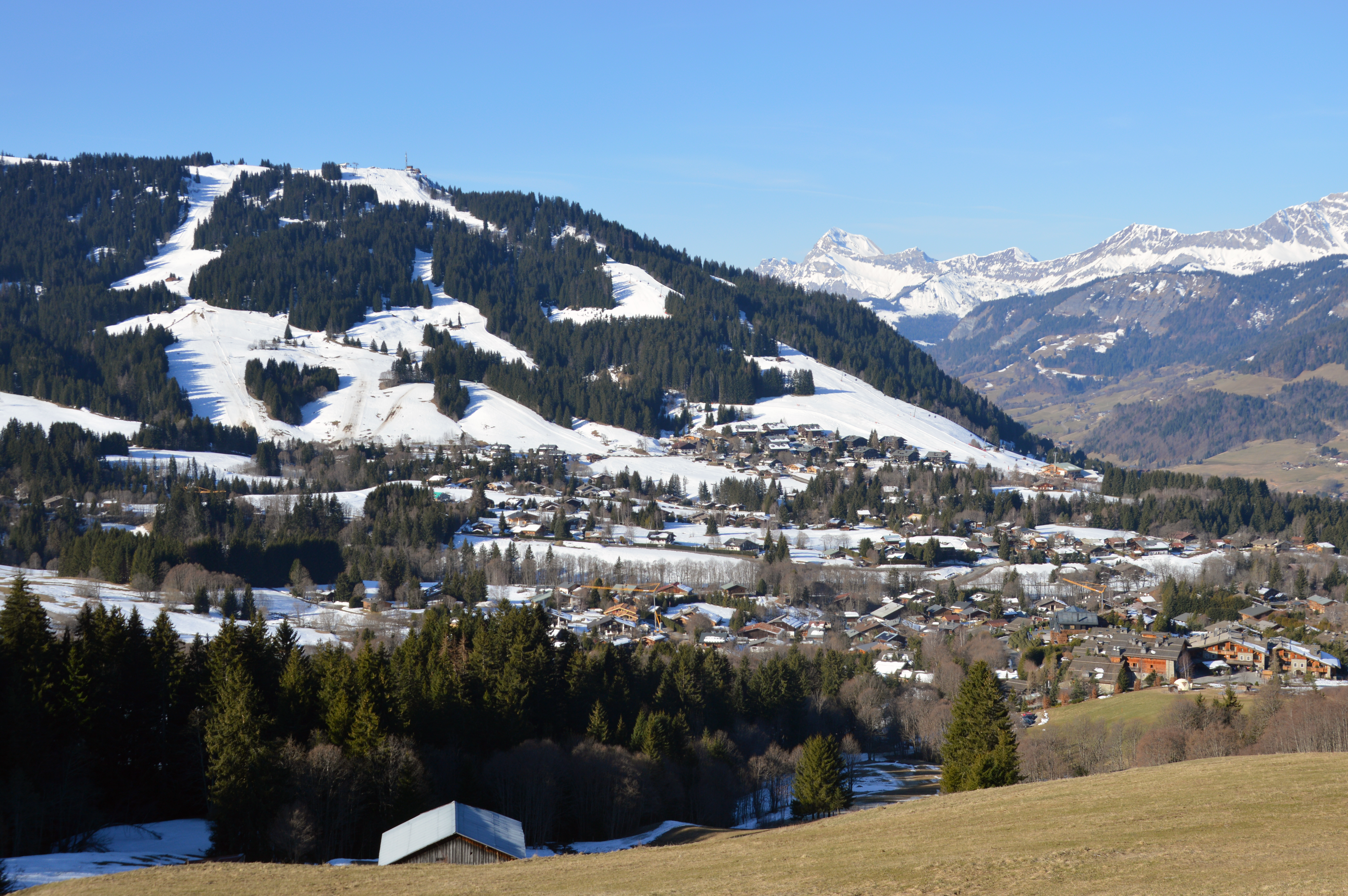
Vue hivernale de Rochebrune depuis les côtes du mont d'Arbois.